# 郑群良
郑群良（1954年1月—），辽宁瓦房店人，中国人民解放军将领、中国人民解放军空军中将。现任空军副司令员。中国共产党第十八届中央委员会候补委员。
毕业于空军指挥学院。2011年，接替张建平，担任济南军区空军司令员。2012年12月，接替乙晓光，担任南京军区空军司令员。2013年7月担任空军副司令员。
2005年，授空军少将军衔。2012年，晋升为空军中将军衔。